# Сонні Сілой
Ян Якобюс (Сонні) Сілой (нід. Jan Jacobus («Sonny») Silooy; 31 серпня 1963, Роттердам, Нідерланди) — нідерландський футболіст, правий захисник. Відомий за виступами за «Аякс» та збірну Нідерландів.

## Клубна кар'єра

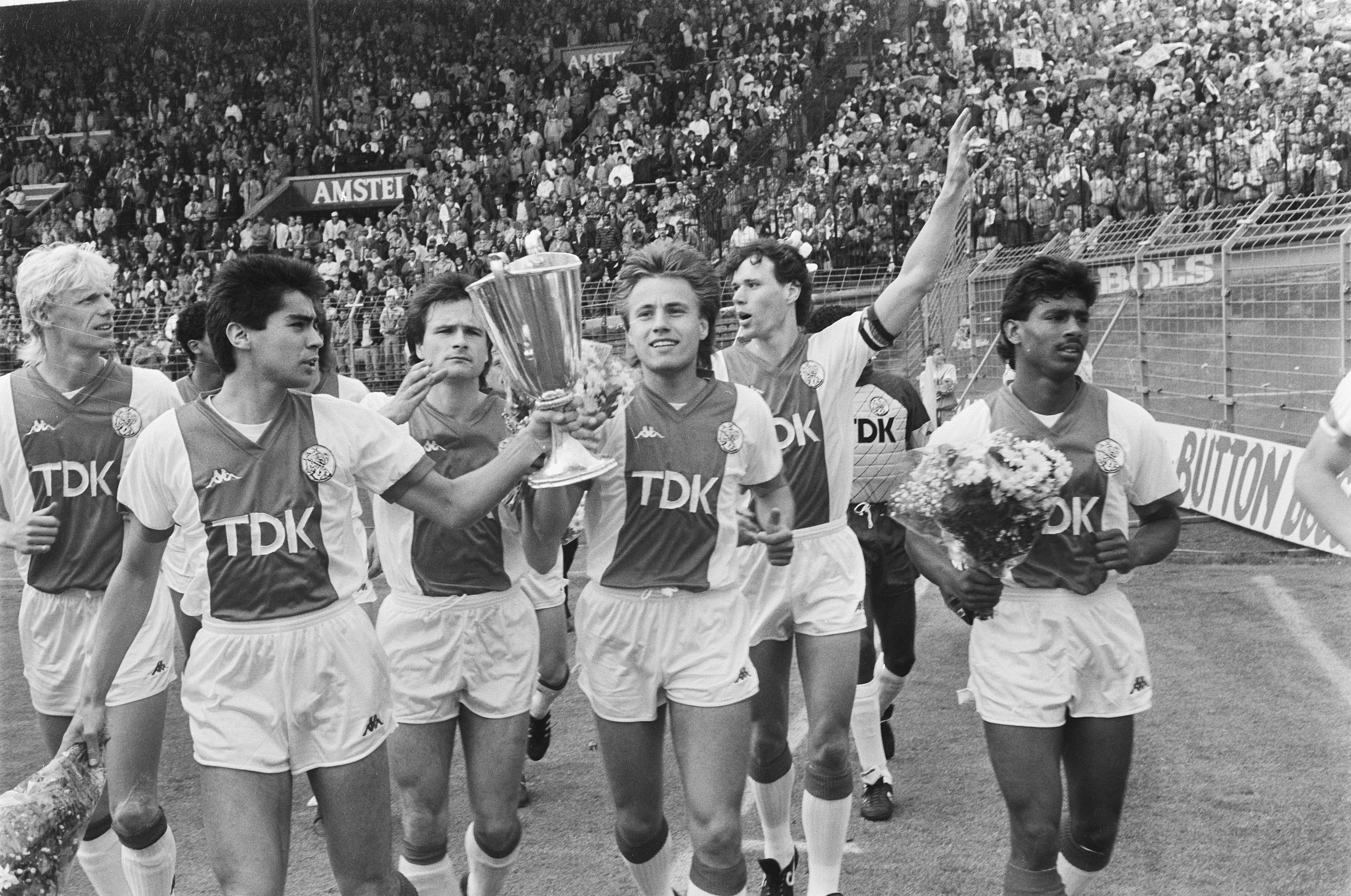
Силою (крайній ліворуч) після перемоги «Аякса» у Кубку кубків

Сілою розпочав професійну кар'єру в «Аяксі». 3 травня 1981 року в матчі проти «Спарти» він дебютував в Ередівізі. У сезоні 1983/1984 Сонні завоював місце в основі амстердамського клубу. У 1987 році Сілой перейшов у французький «Расінг». Паризький клуб планував залучити зіркових футболістів, але проєкт прогорів і вже 1989 року Сонні повернувся до «Аякса». Перед початком сезону він порвав хрестоподібні зв'язки та був півтора року поза грою. У складі амстердамського клубу Сілою шість разів виграв чемпіонат, чотири рази Кубок Нідерландів і завоював Кубок кубків, Суперкубок УЄФА, Міжконтинентальний кубок, а також став володарем Кубка УЄФА.
1996 року Сонні перейшов до «Армінії» з Білефельда. У Німеччині він провів півтора року, а після закінчення контракту повернувся на батьківщину в Де Графсхап. Сілою був капітаном команди та після закінчення сезону завершив кар'єру. 2006 року він став тренером.

## Виступи за збірні
У 1983 році у складі молодіжної збірної Нідерландів Силою дійшов до 1/4 молодіжного чемпіонату світу в Мексиці. 12 жовтня у відбірному матчі чемпіонату Європи 1984 року проти збірної Ірландії він дебютував за збірну Нідерландів. У 1988 році Сонні мав взяти участь у переможному для Нідерландів чемпіонаті Європи, але перед самим турніром зламав очницю. Також через травми Силою пропустив чемпіонат світу 1990 та Європи 1992 року. У 1994 році він не потрапив до остаточної заявки на поїздку на турнір за рішенням тренера.

## Кар'єра тренера
Силой працював тренером молодіжної академії та юніорської команди «Аякса». 2010 року його призначили головним тренером створеної команди «Дейтон Датч Лайонз».
У 2011 році він залишив «Дейтон Датч Лайонз» й став асистентом тренера в футбольному клубі вищої ліги «Ді Сі Юнайтед».
Надалі працював з молодіжними командами голландських клубів. 2015 році був призначений головним тренером команди «Аш-Шабаб» (U-19). З 2020 року директор з розвитку молоді в клубі «Шарджа»

## Титули і досягнення
«Аякс»
- Чемпіон Нідерландів (7): 1981–1982, 1982–1983, 1984–1985, 1989–1990, 1993–1994, 1994–1995, 1995–1996
- Володар Кубка Нідерландів (4): 1982–1983, 1985–1986, 1986–1987, 1995–1996
- Володар Суперкубка Нідерландів (3): 1993, 1994, 1995
- Володар Кубка володарів кубків (1): 1986/1987
- Володар Кубка УЄФА (1): 1991/1992
- Володар Суперкубка УЄФА (1): 1995
- Володар Міжконтинентального кубка (1): 1995